# Allophryne
Allophryne is het enige geslacht van kikkers uit de familie Allophrynidae. De groep werd voor het eerst wetenschappelijk beschreven door Helen Beulah Thompson Gaige in 1926.
De drie soorten komen voor in Zuid-Amerika en zijn bewoners van tropische bossen. Lange tijd telde de groep slechts een enkele soort, maar in 2012 werd er een tweede beschreven; Allophryne resplendens uit Peru. In 2013 werd een derde soort ontdekt, Allophryne relicta uit Brazilië.

## Taxonomie
Geslacht Allophryne
- Allophryne relicta Caramaschi et al., 2013
- Allophryne resplendens Castroviejo-Fisher et al., 2012
- Allophryne ruthveni Gaige, 1926